# M3U
M3U är ett filformat till datorer som fungerar som en spellista. Ett exempel på vad en M3U-fil kan innehålla är länkar till radiostationer. I dagsläget klarar många mediaspelare, till exempel Windows Media Player, VLC, iTunes och Winamp att spela upp M3U.